# Anatis lecontei
Anatis lecontei är en skalbaggsart som beskrevs av Thomas Casey 1899. Anatis lecontei ingår i släktet Anatis och familjen nyckelpigor. Inga underarter finns listade i Catalogue of Life.